# Корте Чани (Пиза)
Корте Чани је насеље у Италији у округу Пиза, региону Тоскана.
Према процени из 2011. у насељу је живело 14 становника. Насеље се налази на надморској висини од 28 м.